# Atlantikkärpfling
Der Atlantikkärpfling (Poecilia mexicana), nach Fishbase auch Mexikomolly oder Höhlenmolly, gehört der Familie der Lebendgebärenden Zahnkarpfen an.

## Verbreitung und Lebensraum
Das Verbreitungsgebiet erstreckt sich im südlichen Nordamerika und in Zentralamerika von der Atlantikküste der texanischen Grenze durch Yucatán nach Süden bis zum Río Cuango in Panama. An der Pazifikküste reicht das Verbreitungsgebiet vom Río Goascorán in El Salvador und Guatemala bis zum westlichen Río Bayano in Panama. In andere Gebiete wurde die Art eingeschleppt.
Der Lebensraum der Atlantikkärpflinge sind Gewässer, die sowohl in ihrer chemischen Zusammensetzung, wie beispielsweise dem Salzgehalt, als auch in der Temperatur und in ihren Strömungsgeschwindigkeiten differieren, so dass diese Art als Generalist bezeichnet werden kann. Sie leben sowohl in Bergbächen als auch in Küstenflüssen, bevorzugen dabei jedoch flache Zonen mit schwacher Strömung. Zudem gibt es eine Höhlenpopulation, die sich bereits an diesen Lebensraum  angepasst hat.

## Merkmale
Atlantikkärpflinge haben eine graue bis bläulich schimmernde Grundfärbung. Entlang der Flanke befinden sich drei bis fünf Reihen mit dunklen Punkten. Zwischen adulten Männchen und Weibchen findet man einen ausgeprägten Geschlechtsdimorphismus, der sich vor allem bei der Afterflosse, der maximalen Standardlänge und in der Färbung der Schwanz- und Rückenflosse zeigt. Die Unterscheidung der Geschlechter ist bei Jungtieren, die gleichgefärbt sind, nur anhand der Form und Größe der Afterflosse möglich.
Weibliche Atlantikkärpflinge werden bis zu 9 Zentimeter lang. Ihre Afterflosse ist oft orange gefärbt. Wenn die Weibchen schwanger sind, zeigt sich, wie bei allen lebendgebärenden Zahnkarpfen, am Bauch der sogenannte Trächtigkeitsfleck, ein dunkel gefärbter Bereich.
Die Männchen werden bis zu 7 Zentimeter lang. Die Grundfärbung dominanter Männchen kann dunkler sein als die von Weibchen und devoten Männchen. Ihre Rücken- und Schwanzflosse zeigt oftmals orange und schwarze Bereiche. Der größte Unterschied zwischen den Geschlechtern besteht im Gonopodium, das ausschließlich Männchen besitzen. Es bildet sich in der Periode der Geschlechtsreife aus und besteht aus dem 3., 4. und 5. Flossenstrahl der Afterflosse, die im Zuge der Entwicklung verlängert werden, während sich die anderen Flossenstrahlen zurückbilden.
Steindachner zählte 11 Flossenstrahlen in der Rückenflosse, 10 in der Afterflosse, 6 in der Bauchflosse, 15 in der Brustflosse und 26 in der Schwanzflosse. Für die Anzahl Schuppen in einer Längsreihe zwischen Kiemenspalte und Schwanzflosse gab er 28 an.

## Fortpflanzung
Im Gegensatz zu den meisten anderen Lebendgebärenden Zahnkarpfen fehlt bei Atlantikkärpflingen die Balz, stattdessen bedrängen die Männchen die Weibchen.
Vor der Kopulation wird das Gonopodium, das normalerweise am Bauch anliegt, schräg nach vorne abgespreizt. Das Männchen nimmt eine Schwimmhaltung in einem festen Abstellwinkel ein und führt das Gonopodium in die Geschlechtsöffnung des Weibchens ein. Bei der anschließenden Besamung werden Samenpakete abgegeben, die sich in den Geschlechtsorganen des Weibchens auflösen und frei bewegliche Samenfäden freigeben.
In den Geschlechtsorganen des Weibchens werden die reifen Eier befruchtet, die sich anschließend im Mutterleib entwickeln. Die Dauer der Schwangerschaft kann durch den Einfluss äußerer Faktoren wie Temperatur, Ernährung und Alter des Weibchens variieren und beträgt ca. 28 bis 32 Tage. Nach der Tragzeit werden je nach Größe des Weibchens 15 bis 60 Jungfische geboren. Eigentlich ist das Werfen der Jungen jedoch eine Sonderform des Eierlegens. Die gut entwickelten Jungtiere verlassen während der Eiablage das Ei, so dass nur der Eindruck einer Lebendgeburt entsteht, sie sind ovovivipar. Nach dem Wurf reifen nächste Eier und können nach 5 bis 7 Tagen im Mutterleib befruchtet werden.

## Höhlenpopulation

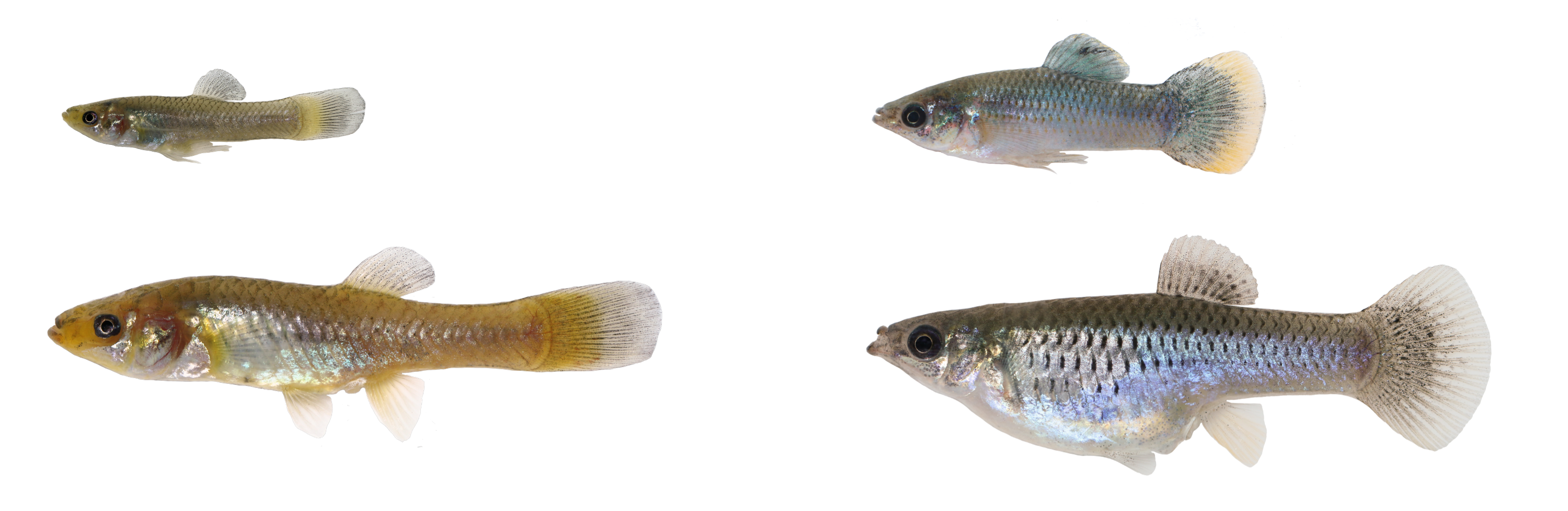
Atlantikkärpflinge aus der Höhle (links) und aus Oberflächengewässern (rechts)

In einer Kalksteinhöhle, der Cueva de Villa Luz im mexikanischen Bundesstaat Tabasco, die von einem Bach durchflossen ist, lebt eine Höhlenpopulation der Atlantikkärpflinge. Die Höhlenmollys unterscheiden sich von ihren Artgenossen, die an der Oberfläche leben, in verschiedenen Merkmalen. Sie haben  reduzierte, aber funktionstüchtige, sichtbare Augen. Bei manchen Individuen sind die Augen von einer feinen Haut überwachsen. Die meisten Höhlenmollys haben eine blasse Rosafärbung und farblose Flossen, einzelne Individuen weisen eine goldene Grundfärbung auf. Um die Geschlechtsöffnung haben Weibchen oftmals eine kissenartige Wucherung. 
Im Verhalten zeigen die Tiere der Höhlenpopulation ein geringeres Sexual- und Aggressionsverhalten als die Oberflächenpopulationen. Sie wurden auch häufiger als ihre oberirdischen Artgenossen bei der Luftatmung beobachtet, vermutlich, da im Höhlenwasser giftiger Schwefelwasserstoff gelöst ist.
In der Nähe der Cueva de Villa Luz liegt die Cueva Luna Azufre, deren Bach in dasselbe Gewässer mündet. Auch hier lebt eine Höhlenpopulation der Atlantikkärpflinge.

## Verwandtschaft zum Amazonenkärpfling
Es konnte durch genetische Untersuchungen belegt werden, dass die ausschließlich weiblichen Amazonenkärpflinge durch ein einzelnes Hybridisierungsereignis zwischen Atlantikkärpflingen und Breitflossenkärpflingen vor 40.000 bis 100.000 Jahren, nach anderen, neueren Angaben sogar bereits vor zirka 280.000 Jahren entstanden sind. Hierbei wurde ein weiblicher Atlantikkärpfling von einem männlichen Breitflossenkärpfling befruchtet.

## Haltung
Aufgrund ihrer hohen Toleranz hinsichtlich vieler Faktoren, wie Salzkonzentration und Temperaturschwankungen, und wegen der schnellen Vermehrung werden sowohl der Wildtyp als auch einzelne Zuchtformen in der Aquaristik gehalten.
Atlantikkärpflinge und andere nah verwandte Arten, wie Breitflossenkärpfling und Amazonenkärpfling, wurden in der Vergangenheit sehr häufig als Modellarten in der Verhaltensbiologie eingesetzt. Atlantikkärpflinge sind wie die meisten Poeciliiden gut als Modellorganismen geeignet. Sie sind leicht zu halten und vermehren sich gut in Gefangenschaft. Ihr Verhalten verändert sich nicht unter Laborbedingungen im Vergleich zum Verhalten im natürlichen Habitat. In mehreren Studien wurde bestätigt, dass Poeciliiden auf das Verhalten anderer Mitglieder der eigenen Population, beispielsweise in der Partnerwahl oder bei der Räubervermeidung, achten und reagieren. Bei der Partnerwahl wurde erkannt, dass Individuen Präferenzen für gut ersichtliche Eigenschaften wie die Körpergröße oder Ornamente besitzen, weshalb sie gut in Experimenten zur Partnerwahl eingesetzt werden können.